# Bitwa pod Ostią
Bitwa pod Ostią – fresk namalowany przez Rafaela i jego uczniów. Fresk jest datowany na ok. 1514 lub rok 1515. Znajduje się w trzeciej Stanzy Watykańskiej, nazywanej Stanza dell’Incendio di Borgo, w Pałacu Apostolskim w Watykanie.
Fresk upamiętnia bitwę morską pod Ostią z 849 roku, w której Państwo Kościelne walczyło ze Saracenami. Szkice do fresku wykonał Rafael, późniejsze prace wykonali jego uczniowie, głównie Giulio Romano.